# Riethgen
Riethgen – dzielnica (Ortsteil) gminy Kindelbrück. w Niemczech, w kraju związkowym Turyngia, w powiecie Sömmerda. Do 31 grudnia 2022 samodzielna gmina, wchodząca w skład wspólnoty administracyjnej Kindelbrück.